# Episodi di Station 19 (terza stagione)
La terza stagione della serie televisiva statunitense Station 19, composta da sedici episodi, è stata trasmessa in prima visione assoluta sul network ABC, dal 23 gennaio al 14 maggio 2020.
In Italia, la stagione è andata in onda sui canali a pagamento di Fox Italy dal 24 febbraio al 26 agosto 2020. 
 All'inizio della trasmissione la stagione si era fermata ai primi 4 episodi, trasmessi dal 24 febbraio al 16 marzo 2020 su Fox Life, a causa delle disposizioni di emergenza legate alla pandemia di COVID-19, le quali avevano impedito la continuazione del doppiaggio. In seguito alla chiusura di Fox Life, la trasmissione si è trasferita su Fox, dove il continuo degli episodi doppiati ha ripreso la messa in onda dal 22 luglio 2020, terminando il 26 agosto 2020. 
 In chiaro va in onda in seconda serata su Canale 5 dal 29 giugno 2021, interrompendosi all'episodio 12 il 7 settembre 2021. L'episodio 13 è stato caricato su Mediaset Infinity il 7 settembre 2021 per una settimana. Torna con l’episodio 14 su Italia 1 il 3 luglio 2024.
Il primo episodio della stagione, Conosco questo bar, rappresenta la prima parte di un crossover con Grey's Anatomy finito con il decimo episodio della sua sedicesima stagione, Aiutami a superare la notte. Le trame del quarto e quinto episodio sono strettamente connesse al tredicesimo e quattordicesimo episodio della sedicesima stagione di Grey's Anatomy, dopo la partecipazione di Miller e Hughes all'imbarazzante cena di famiglia del dott. Avery nel dodicesimo episodio della medesima stagione. L'episodio Ice Ice Baby è ambientato durante la stessa bufera di neve a Seattle dell'episodio Accecati dalla neve della serie madre.
| nº | Titolo originale                          | Titolo italiano                                | Prima TV USA     | Prima TV Italia  |
| -- | ----------------------------------------- | ---------------------------------------------- | ---------------- | ---------------- |
| 1  | I Know This Bar                           | Conosco questo bar                             | 23 gennaio 2020  | 24 febbraio 2020 |
| 2  | Indoor Fireworks                          | Fuochi d'artificio al chiuso                   | 30 gennaio 2020  | 2 marzo 2020     |
| 3  | Eulogy                                    | Elogio funebre                                 | 6 febbraio 2020  | 9 marzo 2020     |
| 4  | House Where Nobody Lives                  | La casa dove non vive nessuno                  | 13 febbraio 2020 | 16 marzo 2020    |
| 5  | Into the Woods                            | Nel bosco                                      | 20 febbraio 2020 | 22 luglio 2020   |
| 6  | Ice Ice Baby                              | Ice Ice Baby                                   | 27 febbraio 2020 | 22 luglio 2020   |
| 7  | Satellite of Love                         | Satellite dell'amore                           | 5 marzo 2020     | 29 luglio 2020   |
| 8  | Born to Run                               | Nato per correre                               | 12 marzo 2020    | 29 luglio 2020   |
| 9  | Poor Wandering One                        | Povero vagabondo                               | 19 marzo 2020    | 5 agosto 2020    |
| 10 | Something About What Happens When We Talk | Qualcosa di quello che succede quando si parla | 26 marzo 2020    | 5 agosto 2020    |
| 11 | No Days Off                               | Nessun giorno di riposo                        | 2 aprile 2020    | 12 agosto 2020   |
| 12 | I'll Be Seeing You                        | Ci rivedremo                                   | 9 aprile 2020    | 12 agosto 2020   |
| 13 | Dream a Little Dream of Me                | Sognami un po'                                 | 16 aprile 2020   | 19 agosto 2020   |
| 14 | The Ghosts That Haunt Me                  | I fantasmi che mi perseguitano                 | 30 aprile 2020   | 19 agosto 2020   |
| 15 | Bad Guy                                   | Cattivo ragazzo                                | 7 maggio 2020    | 26 agosto 2020   |
| 16 | Louder Than a Bomb                        | Più forte di una bomba                         | 14 maggio 2020   | 26 agosto 2020   |

## Conosco questo bar
- Titolo originale: I Know This Bar
- Diretto da: Paris Barclay
- Scritto da: Krista Vernoff

### Trama
Il primo episodio della terza stagione è uno spin-off della 10ª puntata di Grey's Anatomy (16ª stagione). La puntata ha inizio con un incidente avvenuto in un bar in cui c'erano Ben, Travis, Pruitt e diversi medici del Grey Sloan, tra cui Jackson Avery e diversi specializzandi. La squadra riesce ad intervenire tempestivamente e tutti i medici sono salvi.
Si scopre poi, che Vic ha una storia con Jackson, Miranda aspetta un bambino da Ben, Maya rompe con Jack, Andy litiga furiosamente con il padre ed è arrabbiata con Sullivan per averla rifiutata, anche se lui le dice che vuole proteggerla perché un'eventuale loro relazione comprometterebbe la nomina di Andy come capitano.
- Ascolti USA: telespettatori 7 020 000[4]

### Curiosità
- Questo episodio inizia un crossover che si conclude con il decimo episodio della sedicesima stagione di Grey's Anatomy.

## Fuochi d'artificio al chiuso
- Titolo originale: Indoor Fireworks
- Diretto da: Paris Barclay
- Scritto da: Kiley Donovan

### Trama
In caserma arriva il nuovo Comandante per parlare con Sullivan circa la nomina del nuovo Capitano, c'è anche un nuovo arrivato: Vasquez. La squadra è impegnata in un’esplosione di fuochi di artificio in un supermercato, questa vicenda colpisce particolarmente Ben, poiché gli ricorda una situazione simile in cui si è trovato da ragazzo e per cui un suo amico ha perso la vita, vi sono infatti diversi fashback che mostrano la vicenda in cui fu coinvolto Ben da ragazzo. 
Jack incontra in un bar la moglie di Vaquez ma ignaro di chi sia, fa l'amore con lei in macchina, poco dopo il marito si aggira nel parcheggio alla ricerca della moglie che però non trova.
Ryan torna da San Diego, dice ad Andy di essere ancora innamorato di lei, ma non fa in tempo a finire il discorso che viene colpito da un colpo di pistola esploso da un bambino a cui lui e Andy stavano badando, e morirà poco dopo.
- Ascolti USA: telespettatori 6 120 000[5]

## Elogio funebre
- Titolo originale: Eulogy
- Diretto da: Eric Laneuville
- Scritto da: Anupam Nigam

### Trama
È il giorno del funerale di Ryan a cui partecipano tutti. Viene ripercorsa la storia di Andy e Ryan che si conoscevano fin da bambini. Andy ottiene il permesso da Sullivan di tornare al lavoro ma tra i due c'è ancora tensione.
La squadra è chiamata ad intervenire e Maya prende il comando poiché Sullivan accusa un forte dolore alla gamba dell'incidente, difatti poco dopo si reca al Grey's Sloan per farsi visitare dal dott. Koracic, il quale gli conferma che la sua patologia è cronica e potrebbe risolversi solo con un intervento, che il capitano si rifiuta di fare. Koracic gli dice che non gli prescriverà più farmaci.
Vic continua la sua storia con Jackson e Jack continua ad andare a letto con la moglie di Vasquez che ancora non sa nulla.
Pruitt ha un cancro all'ultimo stadio e si era confidato con Ryan prima della sua morte pregandolo di proteggere Andy, si confida anche con Sullivan dicendogli di non promuovere Andy perché non è il momento giusto, avendo solo un’occasione per farsi valere, e di proteggerla.
- Ascolti USA: telespettatori 5 920 000[6]

## La casa dove non vive nessuno
- Titolo originale: House Where Nobody Lives
- Diretto da: Oliver Bokelberg
- Scritto da: Meghann Plunkett

### Trama
Maya viene promossa Capitano ma all'interno della squadra ci sono malumori, Maya parte in quarta con un atteggiamento molto duro, facendo svolgere allenamenti massacranti, e fatica a farsi accettare da Andy che è arrabbiatissima con lei, in quanto pensa che sarebbe dovuta diventare lei Capitano. Sullivan continua a prendere medicine di nascosto per attenuare il dolore alla gamba.
Jack e Ben intervengono in un campo di senzatetto e si scopre che Jack ha una storia molto difficile alle spalle.
Alla fine Jack porta Andy nel luogo dove viveva da bambino, decidono poi di affittare una casa assieme, poiché lei non può più vivere con Maya.
- Ascolti USA: telespettatori 6 000 000[7]

## Nel Bosco
- Titolo originale: Into the Woods
- Diretto da: Andy Wolk
- Scritto da: Tyrone Finch

### Trama
Maya su consiglio di Pruitt porta la squadra in campeggio, come ospite si aggiunge il dottor Jackson Avery che da tempo ha una relazione con Vic. Ben presto la gita prende una brutta piega poiché la squadra viene attaccata da un orso, una coppia presente sul posto riporta gravi ferite, un uomo durante l'attacco perde il naso che Maya recupera e porta in ospedale poco dopo, verrà operato da Jackson ma alla fine l'uomo muore (la vicenda continua poi nell'episodio 16 di Grey's Anatomy).
Durante l'esperienza del campeggio Vasquez si insospettisce perché la moglie durante la fuga per l'attacco dell'orso si trovava con Jack.
Viene ripercorsa la storia di Maya, il padre molto severo, le imponeva allenamenti massacranti e di fatto molto rigido anche con le sue amicizie, tutto ciò ha portato Maya a vincere l'oro olimpico ma di fatto le ha rovinato l'adolescenza. Sullivan in preda a forti dolori ruba degli antidolorifici dalla caserma. Dopo la pessima esperienza Andy va con Jack a bere in un locale, lui le confida che è andato a letto con la moglie di Vasquez e i due finiscono per fare l'amore nel bagno del locale. Al locale c'era anche Maya, che però visibilmente amareggiata se ne sta in disparte e conosce poi la Dottoressa Carina De Luca.
- Ascolti USA: telespettatori 6 270 000[8]

## Ice Ice Baby
- Titolo originale: Ice Ice Baby
- Diretto da: Tessa Blake
- Scritto da: Rob Giles

### Trama
Si abbatte una violenta nevicata su Seattle e la squadra è impegnata in diverse emergenze, in quanto molti civili si rifugiano nella caserma. Nel frattempo nasce la figlia di Dean, in quanto, a JJ si rompono le acque mentre si trova anche lei in caserma.
Vasquez scopre che la moglie lo ha tradito con Jack e lo prende a pugni. 
Viene ripercorsa la storia di Travis ed il marito, e si scopre che i genitori non erano d’accordo con il loro matrimonio e infatti non vi parteciparono nemmeno. In caserma chiama una donna, Pilar che è rimasta bloccata in auto a causa del freddo e si scopre essere la madre di un ragazzo, Simon, a cui vuole chiedere perdono per averlo portato via dal padre violento, alla fine la donna muore al telefono con Travis. 
Sullivan continua ad accusare dolori alla gamba, ma Ben inizia a sospettare qualcosa. 
Andy viene a sapere che il padre ha un cancro all’ultimo stadio. 
Maya prova a recuperare l’amicizia con Andy ma lei è ancora arrabbiata.
- Ascolti USA: telespettatori 6 590 000[9]

## Satellite dell'amore
- Titolo originale: Satellite of Love
- Diretto da: Paris Barclay
- Scritto da: Chris Downey

### Trama
Maya va a letto con Carina, Andy ancora con Jack e Travis con Emmett Dixon che dopo scoprirà essere un nuovo elemento della squadra nonché figlio del Comandante. Ben si accorge che mancano dei farmaci, lo dice a Sullivan ma lui tergiversa, nel frattempo Ben realizza il suo progetto di realizzare un’unità di medicina all'interno della caserma, nel suo team c'è anche Pruitt che gli dà una mano.
Sullivan continua a prendere medicine, finisce per andare in overdose e quando Emmett lo trova svenuto per terra gli dice che ha la prescrizione.
Vasquez è in fin di vita poiché coinvolto in una esplosione. Maya continua a frequentare Carina, ma la squadra le è ancora ostile.
JJ e Dean non hanno ancora scelto il nome della bambina, ma poi lei gli dice di non voler essere madre e decide di andarsene definitivamente lasciando la bambina con il padre.
- Ascolti USA: telespettatori 6 000 000[10]

## Nato per correre
- Titolo originale: Born to Run
- Diretto da: David Greenspan
- Scritto da: Jill Weinberger

### Trama
Dean è impegnato a badare alla figlia, nel frattempo la squadra interviene in un grave incidente di moto.
Vasquez è in terapia intensiva.
Sullivan si reca al Grey Sloan per parlare con la dottoressa Shepherd la quale capisce subito che Sullivan ha iniziato a fare uso di droga e gli consiglia dei trattamenti alternativi, anche Ben e Miranda intuiscono che Sullivan ha problemi di dipendenza da farmaci.
Dean decide di tenere la bambina su consiglio di Pruitt e Vic si trasferisce da lui per aiutarlo.
Andy va a casa di Sullivan per confessargli i suoi sentimenti e si baciano.  Emmett dice a Travis di avere una ragazza.
- Ascolti USA: telespettatori 6 640 000[11]

## Povero vagabondo
- Titolo originale: Poor Wandering One
- Diretto da: Janice Cooke
- Scritto da: Brian Anthony

### Trama
Sullivan e Andy passano la notte assieme. 
Maya chiede a Sullivan di dare il posto da capitano ad Andy poiché lei ha più rispetto da parte della squadra, ma Andy rifiuta. Nel frattempo la squadra interviene in un negozio di armi in cui un uomo apparentemente in stato confusionale minaccia di far esplodere una granata, alla fine risolvono grazie all'intervento di Sullivan, e successivamente Andy fa i complimenti a Maya per la gestione dell’operazione.
Arriva in stazione un anziano affetto da Alzheimer e viene ripercorsa la storia di Vic, che da bambina aveva una nonna affetta dalla stessa malattia.
Sullivan confessa ad Andy di avere un problema neurologico cronico.
Travis litiga con Emmett poiché ritiene che essendo figlio del capo gli vengano riservati trattamenti di favore e che in realtà non ha scelto di fare il pompiere per passione, ma perché pressato dal padre.
Pruitt denuncia il fatto che negli anni diversi pompieri sono morti di cancro e chiede interventi rapidi.
Sullivan annuncia che Vasquez è deceduto.
- Ascolti USA: telespettatori 7 390 000[12]

## Qualcosa di quello che succede quando si parla
- Titolo originale: Something About What Happens When We Talk
- Diretto da: Yangzom Brauen
- Scritto da: Krista Vernoff

### Trama
Arriva la psicologa per parlare con la squadra e tutti ammettono le proprie fragilità e ripercorrono tappe fondamentali della loro vita: Andy parla del suo rapporto con Sullivan e con suo padre, Jack di un intervento che gli ha portato alla mente i suoi genitori, in particolare il padre, Travis dei problemi legati all’essere gay e di come ha deciso di diventare un pompiere, Ben racconta di un episodio di razzismo di cui è stato vittima, Dean racconta del suo cattivo rapporto con i genitori e Vic della sua storia con Ripley, e del fatto che lei e Jackson si sono lasciati, Maya del suo rapporto con il padre e dell’educazione severa che ha ricevuto da bambina.
Alla fine Emmett va da Travis e lo bacia, Maya propone a Carina di fare un week-end insieme e Andy è con Sullivan.
- Ascolti USA: telespettatori 6 900 000[13]

## Nessun giorno di riposo
- Titolo originale: No Days Off
- Diretto da: Tom Verica
- Scritto da: Cinque Henderson

### Trama
Maya va in vacanza con Carina. 
Travis incontra in caserma la fidanzata di Emmett, ed è costretto a pranzare con loro, alla fine Travis è arrabbiatissimo con lui perché scopre che la fidanzata vorrebbe sposarlo ma lui la sta ingannando. 
Robert e Andy parlano con Pruitt della loro relazione, durante il pranzo Robert racconta diverse cose della sua infanzia, come il fatto di avere un nonno nazista.
Jack va a trovare Dean, Vic e la bambina.
Ben è impegnato a cercare un partner che lo affianchi al PRT dopo l’abbandono di Pruitt.
Nel finale vengono tutti chiamati per un incendio di livello 5 e Maya ha un attacco di panico, mentre Carina si prende cura di lei provando a tranquillizzarla.
- Ascolti USA: telespettatori 7 160 000[14]

## Ci rivedremo
- Titolo originale: I'll Be Seeing You
- Diretto da: Daryn Okada
- Scritto da: Anupam Nigam e Meghann Plunkett

### Trama
La squadra interviene in un incendio molto pericoloso e alla fine Sullivan molto preoccupato per Andy che era all’interno decide di entrare per dare una mano a lei e alla squadra.
La squadra rischia molto, alla fine Pruitt entra per salvare i suoi uomini ma viene divorato dalle fiamme. 
Prima dell’incendio, Andy e Sullivan si sposano senza nessuno, è presente solo Pruitt. 
Jackson aiuta Ben al PRT, ma Vic non è molto contenta della situazione.
- Ascolti USA: telespettatori 7 560 000[15]

## Sognami un po'
- Titolo originale: Dream a Little Dream of Me
- Diretto da: Stacey K. Black
- Scritto da: Rob Giles

### Trama
Il padre di Emmett, il Comandante Dixon, annuncia l’imminente matrimonio del figlio. Travis è arrabbiato perché ritiene che lui continui a prendere in giro la fidanzata dato che non le ha detto di essere gay. Maya è presa di mira dal Comandante Dixon perché ha fatto entrare Pruitt nell’edificio che l’ha portato alla morte e minaccia di declassarla. Andy è visibilmente scossa per la morte del padre. Dean e jack intervengono in un edificio con fuga di gas, dove c’era un ragazzo sordomuto, alla fine aiutano lui e la madre a scappare dal marito violento. Ben scopre da Emmett che Sullivan è andato in overdose e capisce che i suoi sospetti erano fondati, alla fine Emmett dichiara alla squadra di essere gay.
- Ascolti USA: telespettatori 6 720 000[16]

## I fantasmi che mi perseguitano
- Titolo originale: The Ghosts That Haunt Me
- Diretto da: Pete Chatmon
- Scritto da: Tyrone Finch

### Trama
Andy torna al lavoro, la squadra è impegnata in un intervento in una sala giochi in cui ci sono diversi bambini, alla fine riescono a salvare tutti tranne una persona anziana rimasta incastrata all’interno. Durante l’operazione Emmett si rifiuta di entrare e Jack ha una reazione eccessiva tanto che Andy gli dice che è affetto da PST e che chiederà a Sullivan di metterlo a riposo. Ben affronta Sullivan e lo convince a parlare del suo problema di dipendenza di droga con il Comandante Dixon, il quale ritiene di non poter rischiare uno scandalo e dice a Ben di non dire nulla altrimenti metterà nei guai lui e la dottoressa Bailey dato che i farmaci erano sotto la sua responsabilità e il progetto del PRT è in collaborazione con il Grey Sloan. La madre di Maya va in caserma e farle visita e le dice che ha lasciato il padre, Maya ha una reazione abbastanza aggressiva, Carina prova a calmarla ma finisce per litigare anche con lei. Viene organizzata una cena per raccogliere fondi per il funerale di Pruitt, durante la quale Sullivan e Andy annunciano di essersi sposati.
- Ascolti USA: telespettatori 5 580 000[17]

## Cattivo ragazzo
- Titolo originale: Bad Guy
- Diretto da: DeMane Davis
- Scritto da: Kiley Donovan

### Trama
Viene ripercorsa la storia di Vic e di come ha conosciuto Pruitt, lui l’ha salvata da un incendio nel teatro dove lavorava. Andy va a svuotare la casa del padre e cerca spiegazioni riguardo alcune vicende accadute nel passato, ad esempio il fatto che il padre non le ha permesso di intrattenere relazioni con i suoi cugini dopo la morte di sua madre. Jackson aiuta ancora Ben al PRT, i due intervengono per un uomo ferito in un parco e con loro c’è Emmett che è alla guida quando viene minacciato da una donna armata che vuole morfina in quanto tossicodipendente. La donna si dà alla fuga ma viene investita da un’auto. Maya litiga con Carina poiché lei prova a farla ragionare riguardo al litigio con sua madre, alla fine presa dalla rabbia va a letto con Jack. Vic e Travis si recano in una fabbrica per un controllo anti incendio. Sul finale Sullivan interrompe il Comandante Dixon nel bel mezzo di una riunione per denunciare il furto di farmaci. Emmett dice a Travis di aver fatto coming out con il padre e di essersi dimesso e si baciano.
- Ascolti USA: telespettatori 5 570 000[18]

## Più forte di una bomba
- Titolo originale: Louder Than a Bomb
- Diretto da: Paris Barclay
- Scritto da: Emmylou Diaz

### Trama
Sullivan viene operato da Amelia Shepherd, Andy è con lui in ospedale ma continua a pensare al padre e prova ancora a contattare i suoi parenti, in ospedale incontra Meredith e parla con lei riguardo a suo padre, ripercorre i suoi ricordi e sospetta cha la madre si sia suicidata. La squadra interviene per un'esplosione in un ospedale, trovano una bomba all’interno e riescono a farla esplodere senza causare vittime. Nel frattempo sul posto si presenta anche il padre di Maya che la aggredisce verbalmente e viene allontanato e il Comandante Dixon viene arrestato per frode ed estorsione. Maya recupera con Carina scusandosi con lei per averla tradita e dicendole che la ama e vuole stare con lei, Jack va a casa della ragazza con il figlio sordomuto che aveva aiutato tempo prima, Dean dice a Vic che deve trovarsi un altro appartamento, quando lei chiede spiegazioni lui tergiversa. Nel finale Andy si reca a casa della zia e scopre che sua madre è viva.
- Ascolti USA: telespettatori 5 910 000[19]